# Esperanza Guardado
Esperanza Guardado (Cordova, 1987) è un'attrice e modella spagnola, nota per aver interpretato il ruolo di Brunilda nella soap Il segreto e per quello di Linda Grisel nella soap Un altro domani (Dos vidas).

## Biografia
Esperanza Guardado è nata nel 1987 a Cordova, nella comunità dell'Andalusia (Spagna), e oltre alla recitazione si occupa anche di teatro.

## Carriera
Esperanza Guardado dal 2008 al 2012 ha studiato arte drammatica presso l'E.S.A.D. di Miguel Salcedo Hierro a Cordova e dove al termine ha ottenuto la laurea. Nel 2018 ha seguito un corso di interpretazione con Eduardo Casanova e un corso di sceneggiatura al Central de Cine con Jorge Naranjo.
Nel 2013 ha recitato nel cortometraggio Hoy no me puedo decantar diretto da Carlos Martín Pazo. Nel 2013 e nel 2014 ha recitato nella serie Malviviendo. Nel 2014 ha preso parte al cast della serie Barra Libre Serie. Nel 2015 ha recitato nella serie Entertainment. L'anno successivo, nel 2016, ha preso parte al cortometraggio Que non Lusy que no. Nello stesso anno è apparso in un episodio della serie Beto.
Nel 2016 e nel 2017 ha recitato nella web serie Briget Jon de Triana. Nel 2017 ha ricoperto il ruolo di Claro nel film Fogueo diretto da David Sainz. Nello stesso anno ha recitato nel cortometraggio Que non Lusy que si. Nel 2017 e nel 2018 ha preso parte al cast della serie Allí abajo. Nel 2018 ha recitato nella serie Centro médico. Nello stesso anno ha recitato nel cortometraggio Detox scritto da Daniel Sánchez Arévalo e diretto da Daniel Monzón. L'anno successivo, nel 2019, ha recitato nella serie La peste e nel film La trincea infinita (La trinchera infinita) diretto da José María Goenaga, Jon Garaño e Aitor Arregui e dove ha ricoperto il ruolo di Mari Carmen. Nello stesso anno ha interpretato il ruolo di Espe nel cortometraggio La prueba diretto da Joaquín Villalonga. Sempre nel 2019 ha recitato nel film Dolor y Gloria diretto da Pedro Almodóvar.
Nel 2019 ha interpretato il ruolo di Brunilda nella soap opera in onda su Antena 3 Il segreto (El secreto de Puente Viejo). Nello stesso anno ha ricoperto il ruolo di Lidia nella serie Valeria. Nel 2020 ha recitato nel cortometraggio El Rey de las Flores diretto da Alberto Velasco. Nel 2020 e nel 2021 ha recitato nella serie Indetectables. Nel 2021 e nel 2022 è stata scelta per interpretare il ruolo di Linda Grisel nella soap opera Un altro domani (Dos vidas) e dove ha recitato insieme ad attori come Amparo Piñero, Sebastián Haro, Silvia Acosta, Jon López e Iván Lapadula. Nel 2022 ha recitato nel film Me he hecho viral diretto da Jorge Coira. Nello stesso anno ha fatto parte del cast del cortometraggio Kellys diretto da Javier Fesser. Sempre nel 2022 ha preso parte al cast della serie La caccia - Guardiana (La caza. Guadiana).

## Filmografia

### Cinema
- Fogueo, regia di David Sainz (2017)
- Dolor y Gloria, regia di Pedro Almodóvar (2019)
- La trincea infinita (La trinchera infinita), regia di José María Goenaga, Jon Garaño e Aitor Arregui (2019)
- Me he hecho viral, regia di Jorge Coira (2022)

### Televisione
- Malviviendo – serie TV (2013-2014)
- Barra Libre Serie – serie TV (2014)
- Entertainment – serie TV (2015)
- Beto – serie TV (2016)
- Allí abajo – serie TV (2017-2018)
- Centro médico – serie TV (2018)
- La peste – serie TV (2019)
- Il segreto (El secreto de Puente Viejo) – soap opera (2019)
- Valeria – serie TV (2019)
- Indetectables – serie TV (2020-2021)
- Un altro domani (Dos vidas) – soap opera, 255 episodi (2021-2022)
- La caccia - Guardiana (La caza. Guadiana) – serie TV (2022)

### Cortometraggi
- Hoy no me puedo decantar, regia di Carlos Martín Pazo (2013)
- Que non Lusy que no (2016)
- Que non Lusy que si (2017)
- Detox, scritto da Daniel Sánchez Arévalo, regia di Daniel Monzón (2018)
- La prueba, regia di Joaquín Villalonga (2019)
- El Rey de las Flores, regia di Alberto Velasco (2020)
- Kellys, regia di Javier Fesser (2022)

## Web TV
- Briget Jon de Triana (2015-2016)

## Teatro
- Noche de repalagos (2014-2017)
- Historia de una escalera, presso il teatro en marcha (2017)
- Edemahojas cover, presso il teatro Estigma (2017)
- Díptico por la identidad, presso il teatro Vértebro (2017)
- Mi cuerpo es capitalismo (2018)

## Doppiatrici italiane
Nelle versioni in italiano dei suoi film e delle sue serie TV, Esperanza Guardado è stata doppiata da:
- Ilaria Giorgino[12] in Un altro domani[13]

## Riconoscimenti
- ASECAN
  - 2020: Candidata come Miglior attrice esordiente per il film La trincea infinita (La trinchera infinita)

- Festival Websurfestival, Carballo Interplay e Prado Real Webfest
  - Vincitrice come Miglior attrice per la web serie Briget Jon de Triana